# Vrijstaat Libanon
De Vrijstaat Libanon (Arabisch: دولة لبنان الحر; Dawlat Lubnān al-Ḥurr) was een niet-erkende de facto staat, uitgeroepen door Saad Haddad, een Libanese politicus en commandant van het Zuid-Libanese leger tijdens de Libanese burgeroorlog.
Aanleiding was een aanval van Palestijnen uit Zuid-Libanon op de Israëlische kustplaats Haifa in het voorjaar van 1978. Ze doodden enige badgasten, kaapten een bus en vermoordden de passagiers. Als reactie bezette Israël Zuid-Libanon. De Veiligheidsraad van de Verenigde Naties besloot een vredesmacht  te legeren in Zuid-Libanon in ruil voor Israëlische terugtrekking. Israël had echter weinig vertrouwen in de VN en droeg zijn veiligheidszone over aan de Libanese majoor Haddad en zijn legertje.

De staatsverklaring werd afgelegd op 18 april 1979 en oefende zijn gezag uit in Zuid-Libanon. De staat kreeg van geen enkel land internationale erkenning, met uitzondering van Israël, dat het Zuid-Libanese leger steunde en de Vrijstaat erkende.
Met de dood van Saad Haddad in 1984 stortte de Vrijstaat in en werd vervangen door de Zuid-Libanon Veiligheidszone, waar Israël en het Zuid-Libanese leger politiek en militair gezag uitoefenden.